# Benjamin Cooke
Benjamí Cooke (Londres 1734 - 1793) fou un compositor i organista anglès.
Va destacar com a contrapuntista. Succeí en Johann Christoph Pepusch en la direcció de l'Acadèmia de Músics Antics (1752), i ocupà el lloc d'organista de la catedral de Westminster (1762). Pels seus mèrits artístics va merèixer de les universitats de Cambridge (1775) i d'Oxford (1782) li conferissin el títol de Doctor en música. Va escriure nombroses composicions, descollant entre elles alguns salms i col·leccions de cotches i de glees. També fou editor de música, editant en el Golden HarpNewstreet Covent Garden, obres de diversos autors, entre els quals els Concerts de Scarlatti.